# Институт земельной политики имени Линкольна
Институт земельной политики имени Линкольна, Линкольновский институт земельной политики (англ. Lincoln Institute of Land Policy) — аналитический центр, расположенный в Кембридже (штат Массачусетс, США). Линкольновский институт земельной политики стремится «улучшить качество жизни с помощью эффективного использования, налогообложения и управления землёй». Институт является некоммерческим частным операционным фондом. Институт проводит тренинги, мероприятия, издаёт публикации, объединяет теорию и практику для обоснования решений государственной политики.
В настоящее время организацию возглавляет Джордж В. Маккарти, ранее занимавший должность директора отдела в Фонде Форда. В июле 2014 года он сменил Грегори К. Ингрэма, городского экономиста и бывшего директора по оценке Всемирного банка.

## История
Линкольновский институт земельной политики был основан в 1974 году при поддержке Фонда Линкольна, который был основан в 1946 году Джоном Линкольном. Он был успешным промышленником из Кливленда, который, помимо прочего, запатентовал процесс дуговой сварки и основал компанию Lincoln Electric. Институт Линкольна и Фонд Линкольна объединились в единый частный фонд в ноябре 2006 года. Одной из основных задач института Линкольна было рассмотрение связей между земельной политикой и социально-экономическим прогрессом, впервые исследованных Генри Джорджем в его книге «Прогресс и бедность» (1879).

## Публикации
Институт Линкольна публикует книги и отчёты по вопросам политики, отражающие оригинальные исследования, а также материалы конференций. В текущем каталоге публикаций перечислено почти 100 наименований, а около 1000 рабочих документов доступны для бесплатной загрузки в Интернете. В ежеквартальном журнале Land Lines публикуются статьи по целому ряду вопросов землепользования и налоговой политики. Институт Линкольна также выпускает документальные фильмы в серии Осмысление места (англ. Making Sense of Place): «Феникс: Городская пустыня», «Кливленд: Противостояние упадку в американском городе» и «Портленд: В поисках пригодного для жизни города», и поддержал документальный сериал «Сдвиг земли» (англ. Shifting Ground) Дэвида Бэрона, транслируемый на Национальном общественном радио.

## Организация
Деятельность Института организована вокруг достижения шести целей:
- Низкоуглеродные, устойчивые к изменению климата сообщества и регионы;
- Эффективные и справедливые налоговые системы;
- Снижение уровня бедности и территориального неравенства;
- Фискально здоровые сообщества и регионы;
- Устойчивое управление земельными и водными ресурсами;
- Функциональные земельные рынки и снижение неформальности;

В декабре 2007 года Институт Линкольна и Пекинский университет создали Центр градостроительства и земельной политики, расположенный в кампусе университета в Пекине. Центр будет играть постоянную роль в предоставлении информации и анализе в текущий период быстрой урбанизации в Китае.
В 2017 году институт создал Центр инвестиций в сообщества, который работает над тем, чтобы все сообщества, особенно те, которые пострадали от структурного расизма и политики, оставившей их экономически и социально изолированными, могли получить финансовые инвестиции.
Кроме того, в 2017 году институт учредил Центр Баббитта по земельной и водной политике, который стремится продвигать интеграцию управления земельными и водными ресурсами для удовлетворения текущих и будущих потребностей в воде в бассейне реки Колорадо.
В сентябре 2021 года Центр поддержал доклад «Грунтовые воды и городской рост в долине Сан-Хоакин».
Среди тем, рассматриваемых Институтом Линкольна — земельная политика, связанная с налогами на недвижимость, оценками и мерами по ограничению налогов; местные государственные финансы; права собственности; сохранение земель, изменение климата и разумный рост; роль университета в городской среде; планирование, регулирование землепользования и стимулы развития; развитие общин, включая общинные земельные трасты, инклюзивное зонирование и соглашения о выгоде для общин.
В марте 2021 года институт вместе с Клэрмонтским высшим университетом учредил стипендию по государственному управлению.

## Партнёры
Институт сотрудничает с различными международными партнерами по проектам, образованию и исследованиям.
- Соноранский институт[11];
- Ассоциация регионального планирования;
- Высшая школа дизайна Гарвардского университета;
- Американская ассоциация планирования;
- Фонд Форда;
- Организация экономического сотрудничества и развития;
- Институт городского развития и жилищных стратегий;
- ООН-Хабитат;
- Нью-Йоркский университет;
- Клермонтский университет Линкольн[10];
- Вашингтонский университет[2].